# Nicolas Lombaerts
Nicolas Lombaerts (Brugge, 20 de março de 1985) é um futebolista belga que atua como zagueiro. Atualmente, joga pelo Oostende.

## Títulos

### Zenit Saint Petersburg
- Russian Football Premier League(4): 2007, 2010, 2011-12, 2014–15
- Copa da Rússia (1): 2010
- Supercopa da Rússia (3): 2008, 2011, 2016
- Copa da UEFA (1): 2007-08
- Supercopa da UEFA (1): 2008